# Touron
Pour les articles homonymes, voir Touron (homonymie).
Le touron (espagnol : turrón, catalan : torró, italien torrone) est une confiserie à base de miel, de sucre, de blanc d'œuf, et d'amandes entières ou pilées, qui rappelle le nougat. Il se présente sous la forme d'une tablette rectangulaire ou circulaire de diverses tailles, selon les variantes régionales. Il peut être croquant ou mou, et même aromatisé avec d'autres ingrédients comme du chocolat ou de la noix de coco.

## Étymologie et origine
L'origine du mot « touron » est incertaine,. Certaines propositions étymologiques le rattachent au catalan torrar, du latin torrere (« faire griller ») ou encore à terra, terró signifiant « (motte de) terre », en allusion à la couleur du produit),. Une autre étymologie le refait venir de la grande tour de Crémone Torrone, dont le torrone imite la forme.
On trouve des références écrites dès le Moyen Âge au royaume de Valence, où il était une sucrerie propre aux très riches et aux jours de fête. Par exemple, on sait qu'on l'avait mangé au mariage de la fille du roi Jacques Ier. Le plus ancien est celui dit dur qui, à l'origine, était fait soit à base d'amandes soit de noisettes, et dont on appréciait la finesse et légèreté en contraste avec le croquant. Sa consommation à l'époque était répandue dans les territoires aragonais, comprenant le sud de l'actuelle Italie, la Catalogne et les îles du nord-ouest de la mer Méditerranée. À Crémone, on fait remonter sa création à un mariage entre les familles Sforza et Visconti.

## Caractéristiques
Aujourd'hui, le touron est répandu dans toute l'Espagne et se mange surtout pendant les fêtes de Noël, quelquefois accompagné de neules, pendant la sobremesa, soit après avoir mangé les plats, les desserts et le café. Le touron a des influences arabes et juives mais il s'agit surtout d'un nougat très méditerranéen, étant donné qu'on trouve des produits plus ou moins similaires autour de tout le bassin méditerranéen, où l'utilisation du miel et des amandes et des fruits secs en général aux desserts est très typique. À la différence du nougat, le touron offre un pourcentage élevé d'amandes dans son élaboration, 60 % ou plus selon les catégories et les fabricants. Évidemment, on peut trouver facilement des petits gâteaux et sucreries à base d'amandes par exemple au Portugal et en Andalousie, aux Alpujarras et dans les provinces de Grenade et d'Almería, et encore plus dans les endroits où la culture des amandes est importante. On trouve cependant du très bon touron artisanal dans l'île de Minorque.
Le touron praliné au miel est une confiserie typique du Roussillon en France. Fabriqué à partir d'un touron croquant aux amandes, il est réduit en une pâte très fine puis il subit une seconde cuisson permettant d'exprimer les arômes d'amandes et de miel. Ce produit a un aspect huileux dû au fort pourcentage de fruits secs, fondant en dégustation. On en trouve aussi en Italie, notamment à Crémone, mais aussi dans d'autres régions (Abruzzes, Calabre, Campanie, Lombardie, Marches, Molise, Piémont, Vénétie, Sardaigne et Sicile).

## Variantes
- L'AOP torró de Xixona (valencien) ou turrón de Jijona (castillan) : touron tendre, mou à base d'amandes en poudre, de blanc d'œuf et de miel. Il forme un nougat de couleur marron, très sucré et huileux. Il est originaire de la ville de Xixona (province d'Alicante).
- L'AOP torró d'Alacant (valencien) ou turrón de Alicante (castillan) : touron dur à base d'amandes, de blanc d’œuf et de miel. Il est originaire de la province d'Alicante.
- L'IGP torró d'Agramunt : touron dur généralement rond, préparé avec des amandes ou des noisettes, du miel, du blanc d'œuf et inséré entre deux hosties. Il est originaire de la ville d'Agramunt dans la province de Lérida en Catalogne.
- Le guirlache et les chouchous sont considérés comme des produits faisant partie de la même famille.

La torta imperial est une autre variété très commune qui ressemble au touron dur mais se présente sous la forme d'un disque entre deux oublies.
Autre variété, le turrón de Casinos, valencienne, de torró tou et torró dur. On appelle également touron toute une variété de sucreries de Noël ressemblant au touron traditionnel, mais à base d'autres ingrédients comme la noix de coco, la crème catalane, les fruits confits ou le chocolat.
Il existe d'autres variétés plus ou moins connues de tourons tels que le turrón de gofio, composé de gofio, farine de maïs grillée typique des îles Canaries.

## Consommation
En 2003, les Espagnols ont consommé une moyenne de 560 grammes de touron par personne, le total des ventes dépassant les 27 000 tonnes.